# SuG
SuG (サグ Sagu?) generalmente acompañado del lema Heavy Positive Rock es una banda Major de Fam Entertainment y PONY CANYON formada el año 2006. Forman parte del movimiento Visual kei formado en Japón y expandido a muchas partes del mundo.
Comenzaron grabando un EP y varios Singles, y en el año 2008 se aliaron con la "Indie PSC", una subdivisión de la PS Company. Su brillante estilo y rock innovador los distingue de muchos otros grupos en el panorama musical.

## Historia
SuG se formó en octubre de 2006 por Takeru (voz), Masato(guitarra), Yuji (guitarra), que habían sido todos miembros de Travel, y Shouta (bajo, ex-AmeriA). En noviembre, MITSURU (conocido como Aoshi miembro de Retina) se sumó a la batería.
La banda inició sus actividades a principios de 2007, pero en febrero, Shouta dejó la banda y fue reemplazado por el actual bajista Chiyu (ex-Nana). Poco después, SuG comenzó a darse a conocer en serio y su primer lanzamiento fue un CD compilatorio CANNONBALL vol.3.
Después de la celebración de vida por el resto de la primavera y principios de verano, la banda firmó indies a la división del PS Company, una de las más conocidas y respetadas compañías del visual-kei, y en agosto salió con un maxi-single, Scheat. Esto fue seguido en septiembre de su segundo sencillo, Alterna. Ambos singles fueron ampliamente promovidos y presentado interesantes vídeos musicales; como resultado, SuG se dispara a la popularidad.
Para finales de 2007, SuG publicó un mini-álbum llamado I SCREAM PARTY y el extranjero hicieron su debut en Colonia, Alemania el 29 de diciembre para el J-Rock Invasion concierto. Su éxito los lŝlevó a hacer un tour por Japón en el 2008 después de lanzar su primer gran álbum, N0iZ stAr.
A la vez, Takeru actuó en la película “Aquarian Age”, una adaptación de un juego de cartas. En la película también aparecieron Alice Nine. Luego volvió a dedicarse a SuG y sacaron otro mini-álbum, Punkitsch, en setiembre. SuG lanzó, en diciembre, un sencillo llamado Tricolour Color. Y sacaron 3 versiones: blanca, azul y roja. La versión blanca contenía el PV de Umbilical, mientras que las otras dos tenían diferentes caras B.
A finales de diciembre siguieron haciendo diferentes conciertos. Para empezar el 2009, SuG tocó en primer lugar en el evento del décimo aniversario de PS COMPANY. En febrero, SuG celebraron su tercer aniversario con un concierto en Takadanobaba AREA. Ese mismo mes Takeru volvió a actuar en una película llamada “Beat Rock ✩ Love” en la que Takeru actúa como vocalista de un grupo llamado Love Diving, los cuales sacaron un álbum en la realidad e hicieron algún concierto.
En abril, SuG sacaron un Nuevo single llamado 39GalazyZ, que alcanzó el número 17 en la lista musical más importante y colaboraron con la marca MALKO MALKA que diseñó su ropa para el sencillo entre otras cosas del mismo estilo, y que ahora están a la venta.

## Retiro de Mitsuru
A mediados del mes de abril el baterista MITSURU anunció que, después de pensarlo mucho y muchas discusiones, decidió retirarse de SuG debido a diferencias creativas y musicales. El 1 de junio el blog oficial de MITSURU y todo lo demás quedó inactivo y al grupo se unió Shinpei, ex. Miembro de Secilia Luna, como batería de soporte. Shinpei fue añadido como miembro oficial de la banda después de su show en vivo en TAKADANOBABA AREA el 3 de septiembre.
Para el 14 de octubre lanzaron el primer de dos singles consecutivos titulado Life♥2die el cual viene en 2 versiones limitadas A&B y edición regular. En octubre 31 visitaron Bangkok, Tailandia a dar lo que seria su primer Oneman fuera de Japón al cual llamaron "The 1st attack in Bangkok, Love scream party"

## Major
En el mes de diciembre del 2009 se ha anunciado que la banda ha dejado de ser indie después de que en los rankings Oricon llegará a las 50 primeras posiciones con varios de sus lanzamientos, incluyendo su single Life♥2Die que se editó el 14 de octubre de este año y llegó al top 10 del ranking de singles indies.
Su debut como major se celebrará con el lanzamiento de un nuevo single llamado Gr8 story que se podrá adquirir a partir del 27 de enero de 2010. Este sencillo se ha editado en dos ediciones diferentes, la versión regular que es el DC con los tres temas: Gr8 story, Milk tune y “G☆E☆T☆G” y la versión limitada que es el CD con las canciones: Gr8 story, Milk tune más un DVD con el videoclip Gr8 story.
Además la canción Gr8 story, será el nuevo ending del famoso anime Katekyō Hitman Reborn!. Esta canción, que expresa completamente el estilo Heavy Positive Rock de SuG y de su manera divertida de mirar hacia adelante, parece ser un complemento perfecto para este anime.
Al respecto, miembros de SuG dijeron:
"Estamos muy contentos por el hecho de que nuestro gran debut solo llegará a un público más amplio en estas circunstancias. Anime y visual-kei son sin duda las cosas en la cultura japonesa que se han extendido en el mundo de la más reciente!!"
El nuevo ending, será emitido al aire a partir del 9 de enero de 2010. En CD Japan se ha incluido la versión del anime single. Esta debe ser considerada una fantástica noticia para los fanáticos de la banda SuG que poco a poco están tomando cada vez más auge, en el mundo Visual.
El 9 de marzo del 2010 sacaron su Major Album Debut que será titulado como: 'TOKYO MUZiCAL HOTEL' con dos versiones, Version DVD y Only CD, que incluyen canciones que ya han sido un gran éxito como: Gr8 Story, Life♥2Die, 39GalaxyZ, UMBILICAL, P!NK masquerade y otras.
Durante su gira en vivo en la primavera de 2010 Takeru verifica una nueva CD durante el concierto: "Tengo un anuncio que hacer! Nuestro segundo single major será lanzado el 30 de junio! El título será" Koakuma Sparkling ". Probablemente, el mejor single de SuG nunca! Incluso nuestro personal es altamente elogiado! Es una gran canción, colorido y llamativo! Por favor, mire adelante a él!"
Luego anunciaron la salida de un nuevo single R.P.G ~ Rockin' Playing Game, con fecha de salida para el 1 de septiembre del 2010. La canción que da el nombre al sencillo, se utilizaría para ser el 4.º OP de la serie Fairy Tail. El sencillo cuenta también con la canción 'don't stop da muzic' y la 3.ª parte de las canciones '16bit HERO'
El 17 de noviembre del 2010 sacaron su single Mujouken Koufukuron (無条件幸福論), el cual es un sencillo que viene con una sola canción del mismo nombre.
El 12 de enero del 2011 salió su nuevo single Llamado "Crazy Bunny Coaster" el cual viene con 3 canciones en total, y dos PV's, "Crazy Bunny Coaster" y "NO OUT NO LIFE". El sencillo fue hecho para conmemorar su 1.er Aniversario como banda Major.
El 9 de marzo (Dia de SuG) sacaron un nuevo álbum, Thrill Ride Pirates, el cual contiene 15 canciones, contando las 4 principales de sus anteriores singles.
El 15 de junio del 2011 lanzaron su nuevo Single ☆ギミギミ☆ [☆Gimme Gimme☆] junto con la canción
キニシィヤンキーズ [Kinishii Yankees]
El 26 de octubre del 2011 lanzaron "Toy Soldier" en 4 versiones distintas, todas incluyen "Toy Soldier" y "きらきら" [Kira Kira] y una versión con la canción "#9 garbage"
El 1 de febrero lanzaran el sencillo 不完全Beautyfool Days [Fukazen Beautyfool Days]] en 4 versiones: Versión A, que viene con la canción "SWEET COUNT DOWN" y el PV de 不完全Beautyfool Days, la Versión B viene con la canción "SWEET COUNT DOWN", el PV de 不完全Beautyfool Days y el SuG Oneman Show 2011「VIP POP SHOW.」, la Versión C que contiene solo CD, y en vez de venir con la canción "SWEET COUNT DOWN", trae una versión remasterizada de Vi-Vi-Vi llamada "Vi-Vi-Vi <Rebirth version>"
y una última versión que contiene "不完全Beautyfool Days", "SWEET COUNT DOWN" y una canción llamada "Boom Boom Neat".

## Integrantes
- Takeru (武瑠?) - Voz
Nacido el: 11 de mayo de 1987
Nacido en: Prefectura de Saitama
Altura: 164cm
Peso: 51kg

- Masato - Guitarra
Nacido el: 26 de mayo
Nacido en: Prefectura de Chiba
Altura: 167cm
Peso: 54 kg

- Yuji - Guitarra
Nacido el: 21 de octubre
Altura: 168cm
Peso: 55kg

- Chiyu - Bajo
Nacido el: 27 de diciembre
Nacido en: Prefectura de Hyōgo
Altura: 174cm
Peso: 58kg

- Shinpei - Batería y Piano
Nacido el: 20 de marzo
Altura: 158 cm
Peso: 47 kg

## Exintegrantes
- Shouta - Bajo
Nacido el: 11 de junio

- Mitsuru - Batería
Nacido el: 12 de octubre
Nacido en: Prefectura de Miyagi
Altura: 175cm
Peso: 58kg
Abandono: Mayo 2009

## Discografía

### Álbumes
1. n0iZ stAr (14 de mayo de 2008)
2. TOKYO MUZiCAL HOTEL (9 de marzo de 2010)
3. Thrill Ride Pirates (9 de marzo de 2011)
4. Lollipop Kingdom (25 de abril de 2012)
5. Best 2010-1012 (6 de marzo de 2013)
6. BLACK (4 de marzo de 2015)

### Mini-Álbumes
1. I SCREAM PARTY (19 de diciembre de 2007)
2. Punkitsch (パンキッチュ?) (3 de septiembre de 2008)

### Singles
1. Scheat (1 de agosto de 2007)
2. Yumegiwa Downer (2 de septiembre de 2007)
3. Alterna. (5 de septiembre de 2007)
4. Tricolour Color (虜ロォルカラァ Toriko Roll-Caller?) (3 de diciembre de 2008)
5. 39GalaxyZ (15 de abril de 2009)
6. Life♥2Die (14 de octubre de 2009)
7. P!NK Masquerade (18 de noviembre de 2009)
8. gr8 story (27 de enero de 2010) Escogida para ser un Ending de Katekyō Hitman Reborn!
9. Koakuma Sparkling (30 de junio de 2010)
10. RPG  Rockin' Playing Game (1 de septiembre de 2010) Escogida para ser el 4.º OP de Fairy Tail
11. Mujouken Koufukuron (無条件幸福論) (17 de noviembre de 2010)
12. Crazy Bunny Coaster (12 de enero de 2011)
13. ☆Gimme Gimme☆ (☆ギミギミ☆) (15 de junio de 2011)
14. Toy Soldier (26 de octubre de 2011)
15. 不完全Beautyfool Days (1 de febrero de 2012)
16. sweeToxic (19 de septiembre de 2012)
17. MISSING (19 de febrero de 2014)
18. B.A.B.Y (23 de julio de 2014)
19. CRY OUT (19 de noviembre de 2014)

### Compilados
1. Cannonball Vol.3 (21 de febrero de 2007)

### DVD
1. SuG oneman at Liquidroom (good)
2. PS COMPANY [10th Anniversary Concert Peace & Smile Carnival] (15 de abril de 2009)
3. Maru Music's Visual kei DVD Magazine Vol.2
4. Hard na Yaon 2009 (HARDなYAON 2009?) (24 de junio de 2009)
5. SuG no MEMORIAL DVD (8 de agosto de 2009)(Distribución limitada)
6. SuG TOUR 2010 TOKYO MUZiCAL HOTEL (25 de agosto de 2010)
7. SuG TOUR 2011「TRiP～welcome to Thrill Ride Pirates～」(21 de agosto de 2011)

## Nombre
El nombre "SuG" se deriva de la transliteración de la palabra inglesa "Thug", escrito en japonés como Sagu. El nombre es luego una simplificación a algo un poco más romántico como "Sug".